# Rudolf Leiprecht
Rudolf Leiprecht (* 1955 in Bad Waldsee) ist ein deutscher Sozialpädagoge und Hochschullehrer.

## Leben
Leiprecht wuchs zweisprachig (niederländisch/deutsch) in Rotterdam und Stuttgart auf. An der Universität Tübingen studierte er Sozialpädagogik. Nach seinem Abschluss arbeitete Leiprecht als Sozialarbeiter in der Heimerziehung, der Jugendarbeit, der Familienhilfe und der Schuldnerberatung. 1990 promovierte er an der Universität Tübingen mit einer empirischen Studie zum Thema Rassismus bei Jugendlichen in Deutschland.

## Wissenschaftliches Wirken
Von 1990 bis 1994 arbeitete Leiprecht als Gastuntersucher an der Freien Universität (Vrije Universiteit) in Amsterdam. Danach gründete er das Forschungsbüro Stichting BeeldVorming & Onderzoek Internationaal.
Er hatte Lehraufträge in Köln, Kassel, Hamburg, Tübingen und Münster. Des Weiteren beschäftigte er sich mit Konzeptentwicklung, Organisation und Leitung von Modellprojekten zur internationalen Jugendbegegnung und Maßnahmen der interkulturellen Lehrerfortbildung. Außerdem produzierte er mehrere Filme zur Rassismusprävention, und über Interkulturelle Pädagogik, sozialpädagogische Jugendforschung und Internationale Jugendarbeit.
2001 habilitierte Leiprecht an der Erziehungswissenschaftlichen Fakultät der Universität zu Köln mit einer vergleichenden Untersuchung zu Rassismus bei Jugendlichen in Deutschland und den Niederlanden.
Ab Oktober 2001 arbeitet Rudolf Leiprecht an der Carl von Ossietzky Universität Oldenburg als Privatdozent und ist seit 2006 als Professor für Sozialpädagogik mit dem Schwerpunkt Diversity Education. Von 2003 bis 2005 war er Studiendekan, danach BA-MA-Beauftragter und Kapazitätsbeauftragter der Fakultät Erziehungs- und Bildungswissenschaft. Von 2005 bis 2009 leitete er als Direktor das Interdisziplinäre Zentrum für Bildung und Kommunikation in Migrationsprozessen. Außerdem war er von 2009 bis 2011 Direktor des Instituts für Pädagogik und seit 2011 Stellvertretender Institutsdirektor.
Er ist Mitglied des Rats für Migration.

## Dokumentarfilme
- (mit Erik Willems und Leendert Pot): Wie es ist, bleibt es hoffentlich nicht - Zur Ausländerfeindlichkeit gegenüber jugendlichen Aussiedlern, Flüchtlingen und Einwanderern.  23 Minuten, Farbe, 16 mm, Magnetton. Jobfilm Amsterdam 1989.
- (mit Erik Willems und Gerhard Leenders): … auf den Straßen waren die Menschen ganz anders als jetzt … - Jugendliche aus Lettland und Wege in die Unabhängigkeit. 30 Minuten, Farbe, Super-VHS, VHS. Jobfilm Amsterdam April 1992.
- (mit Erik Willems): Het zit toch dichter bij …. Jongeren en Racisme in Nederland (Es ist doch näher dran" - Jugendliche und Rassismus in den Niederlanden). Gemeinsam mit Erik Willems. 27 Minuten, Farbe, Betacam, VHS. In niederländischer Sprache. Eine Fassung mit deutscher Untertitelung liegt vor. Jobfilm Amsterdam 1994.
- (mit Erik Willems): So sind sie eben … !? Nationale Stereotypen und Erlebte Landeskunde. Gemeinsam mit Erik Willems. 29 Minuten, Farbe, Betacam, VHS. Jobfilm Amsterdam 1995.
- (mit Erik Willems): Wenn die mir gar nicht zuhören wollen… - Jugendliche und Diskriminierungserfahrungen. Gemeinsam mit Erik Willems. 25 Minuten, Farbe, Betacam, VHS, Jobflim Amsterdam 2009
- (mit Erik Willems): Wie es sein sollte und wie es nicht ist …. Internationales Lernen auf einer Jugendbegegnung von Jugendlichen aus Amsterdam, Riga, Stuttgart und Zagreb. 30 Minuten, Farbe, Betacam, VHS. Liegt in deutscher und niederländischer Fassung vor. Jobfilm Amsterdam 1999
- (mit Erik Willems): Schritt für Schritt. Dokumentar- und Lehrfilm. Auf einer VHS-Cassette zu: ILTIS-Projektpartner (Hg.). Sprachen Lernen - Interkulturelles Lernen in Schülerbegegnungen. Ismaning: Verlagsauslieferung Max Hueber (VMH).  27 Minuten, Farbe, Betacam, VHS. München 2002.

## Schriften (Auswahl)
- „Da baut sich ja in uns ein Haß auf ...“. Zur subjektiven Funktionalität von Rassismus und Ethnozentrismus bei abhängig beschäftigten Jugendlichen (= Edition Philosophie und Sozialwissenschaften. 19). Argument, Hamburg u. a. 1990, ISBN 3-88619-619-4 (Zugleich: Tübingen, Universität, Dissertation, 1989).
- als Herausgeber mit Andreas Foitzik, Athanasios Marvakis und Uwe Seid: „Ein Herrenvolk von Untertanen“. Rassismus – Nationalismus – Sexismus. DISS, Duisburg 1992, ISBN 3-927388-30-0.
- als Herausgeber: Rassismus und Jugendarbeit. Rassismus und Jugendarbeit. Zur Entwicklung angemessener Begriffe und Ansätze für eine verändernde Praxis (nicht nur) in der Arbeit mit Jugendlichen. = Unter Anderen. DISS, Duisburg 1992, ISBN 3-927388-33-5.
- Alltagsrassismus. Eine Untersuchung bei Jugendlichen in Deutschland und den Niederlanden (= Interkulturelle Bildungsforschung. 9). Waxmann, Münster u. a. 2001, ISBN 3-89325-620-2 (Zugleich: Köln, Universität, Habilitations-Schrift).
- als Herausgeber mit Gabriele Wiemeyer, Christine Riegel und Josef Held: International Lernen – Lokal Handeln. Interkulturelle Praxis „vor Ort“ und Weiterbildung im internationalen Austausch. Erfahrungen und Erkenntnisse aus Deutschland, Griechenland, Kroatien, Lettland, den Niederlanden und der Schweiz. IKO – Verlag für Interkulturelle Kommunikation, Frankfurt am Main 2001, ISBN 3-88939-589-9 (2., völlig überarbeitete Auflage. ebenda 2006).
- Politiewerk in de multiculturele samenleving Duitsland. = Polizeiarbeit in der Einwanderungsgesellschaft Deutschland (= NPA-onderzoeksreeks. 9). Elsevier Overheid, 's-Gravenhage 2002, ISBN 90-5901-803-6.
- mit Helma Lutz: Generation und Geschlecht in interkulturellen Ansätzen. In: Neue Praxis. Zeitschrift für Sozialarbeit, Sozialpädagogik und Sozialpolitik. Bd. 33, Nr. 2, 2004, ISSN 0342-9857, S. 199–208.
- als Herausgeber mit Anne Kerber: Schule in der Einwanderungsgesellschaft. Ein Handbuch (= Reihe Politik und Bildung. 38). Wochenschau-Verlag, Schwalbach/Ts. 2005, ISBN 3-87920-274-5.
- Generation und Geschlecht – Handlungsebenen und Veränderungsperspektiven. In: Hans Nicklas, Burkhard Müller, Hagen Kordes (Hrsg.): Interkulturell denken und handeln. Theoretische Grundlagen und gesellschaftliche Praxis (= Europäische Bibliothek interkultureller Studien. 12). Campus, Frankfurt am Main u. a. 2006, ISBN 3-593-38020-X, S. 381–390.
- als Herausgeber mit Wiebke Scharathow: Rassismuskritische Bildungsarbeit (= Rassismuskritik. Bd. 2 = Reihe Politik und Bildung. 48). Wochenschau-Verlag, Schwalbach/Ts. 2009, ISBN 978-3-89974-368-5.
- Interkulturelle Kompetenzen. In: Gerrit Kaschuba, Karin Derichs-Kunstmann (Hrsg.): Fortbildung – gleichstellungsorientiert! Arbeitshilfen zur Integration von Gender-Aspekten in Fortbildungen. Bundesministerium für Familie, Senioren, Frauen und Jugend, Berlin 2009, S. 142–163.
- als Herausgeber: Diversitätsbewusste soziale Arbeit (= Reihe Politik und Bildung. 62). Wochenschau-Verlag, Schwalbach/Ts. 2011, ISBN 978-3-89974-686-0.

### Aufsätze / Beiträge in Sammelwerken und Zeitschriften
- Rassismen und die Macht der Zuschreibung: Die „Frage nach der Jugend“ und die „Frage nach der Kultur“ (Anmerkungen aus der Rassismusforschung). In: Dorle Dracklé (Hg.). Jung und wild. Zur kulturellen Konstruktion von Kindheit und Jugend. Berlin 1996. S. 240–272.

- The Dutch Way: Mythos und Realität der interkulturellen Pädagogik in den Niederlanden. Gemeinsam mit Helma Lutz. In: Gstettner, Peter/Auernheimer, Georg (Red.). Jahrbuch für Pädagogik. Pädagogik in multikulturellen Gesellschaften. Frankfurt a. M. 1996. S. 239–263.

- Racism in the new Germany: Examining the causes, looking for answers. Gemeinsam mit Lena Inowlocki/Athanasios Marvakis/Jürgen Nowak. In: Hazekamp, Jan/Popple, Keith (Hg.). Racism in Europe. A challenge for youth policy and youth work. London UK/Bristol USA 1997. S. 91–122.

- Strategien gegen Rassismus. Unterschiedliche Handlungsebenen. In: Verein ISOP (Hg.). ISOTOPIA. Forum für gesellschaftspoltitische Alternativen. Themenheft: Strategien gegen Rassismus. Antirassistische Projekte im europäischen Vergleich. Heft 7. Graz 1997. S. 20–34.

- Het zit toch dichterbij. Voorlichting over racisme in het onderwijs. Gemeinsam mit Yvonne Leeman. In: Schelder, Petra/Glastra, Folke (Hg.) (1998). Voorlichting in veldtheoretisch perspectief. Uitgangspunten en casesstudies. Leiden. S. 87–106.

- Dichotome Differenzen und antirassistische Praxis. Gemeinsam mit Susanne Lang. In: Helma Lutz/Norbert Wenning (Hg.). Unterschiedlich verschieden. Differenz in der Erziehungswissenschaft. Opladen: Leske & Budrich. Winter 2000. S. 251–274.

- Von kulturalistischen zu pluriformen Ansätzen …. Ergebnisse des niederländischen Projekts Interkulturelles Lernen in der Klasse. Gemeinsam mit Guuske Ledoux und Yvonne Leeman. In: Auernheimer, Georg et al. (Hg.). Interkulturalität im Arbeitsfeld Schule. Empirische Untersuchungen über Lehrer und Schüler. Opladen: Leske & Budrich. Frühjahr 2001. S. 177–196.

- Internationale Schüler- und Jugendbegegnungen als Beitrag zur Förderung interkultureller Kompetenz. In der Reihe interkulturelle studien - iks-Querformat, hrsg. von Marianne Krüger-Potratz. Münster: Arbeitsstelle Interkulturelle Pädagogik. Frühjahr 2001.

- Kritisch gegenüber Kulturalisierungen. Zentrale Gesichtspunkte antirassistischer Bildung. In: Christoph Butterwegge und Gudrun Hentges (Hg.). Politische Bildung und Globalisierung. Opladen: Leske & Budrich. 2001.

- Rassismus in den Medien und im Alltag als Herausforderung für ein veränderndes Handeln in pädagogischen Arbeitsfeldern. Überlegungen und Analysen zu deutschen und niederländischen Kontexten. In: Interkulturell. Forum für interkulturelles Lernen in Schule und Sozialpädagogik. Freiburg. 2002, Heft 1/2.

- Kultur als Sprachversteck für Rasse. In: Johannsen, Martina & Both, Frank (Red.) (2001). Schwarzweißheiten - Vom Umgang mit fremden Menschen. Begleitheft zur gleichnamigen Ausstellung des Oldenburger Landesmuseums Natur und Mensch. Erschienen in der Schriftenreihe des Museums, Heft 19. Oldenburg: Isensee. S. 170–177.

- Ansätze interkulturellen Lernens. In: ILTIS-Projektpartner (Hg.). Sprachen Lernen - Interkulturelles Lernen in Schülerbegegnungen. Ismaning: Verlagsauslieferung Max Hueber (VMH). S. 23–40.

- Interkulturelle Kompetenzen und Kompetenzen zur Unterstützung interkulturellen Lernens. In: ILTIS-Projektpartner (Hg.). Sprachen Lernen - Interkulturelles Lernen in Schülerbegegnungen. Ismaning: Verlagsauslieferung Max Hueber (VMH). S. 41–62.

- Schülerbegegnungen in der Praxis. In: ILTIS-Projektpartner (Hg.). Sprachen Lernen - Interkulturelles Lernen in Schülerbegegnungen. Ismaning: Verlagsauslieferung Max Hueber (VMH). S. 219–252.

- Heterogenität als Normalfall. Eine Herausforderung für die Lehrerbildung. Gemeinsam mit Lutz, Helma. In: Gogolin, Ingrid/Helmchen, Jürgen/Lutz, Helma/Schmidt, Gerlind (Hg.) (2003). Pluralismus unausweichlich? Blickwechsel zwischen Vergleichender und Interkultureller Pädagogik. Münster: Waxmann. S. 115–128.

- Pim Fortuyn und die Medien - Transnationale Übertragungen als Herausforderung für pädagogische Handlungsfelder beim Umgang mit dichotomisierenden Populismen. In:Vogel, Dita (Hg.)(2003). Einwanderungsland Niederlande -Politik und Kultur. Frankfurt a. M.: IKO-Verlag. S. 203–228.

- Verschlungene Wege mit Höhen und Tiefen: Minderheiten- und Antidiskriminierungspolitik in den Niederlanden. Gemeinsam mit Helma Lutz. In: Vogel, Dita (Hg.)(2003). Einwanderungsland Niederlande -Politik und Kultur. Frankfurt a. M.: IKO-Verlag. S. 203–228.

- Interkulturelle Kompetenz als Schlüsselqualifikation aus der Sicht von Arbeitsansätzen in pädagogischen Handlungsfeldern. In: Zeitschrift für Migration und soziale Arbeit (IZA) 3/4. Frankfurt a. M. S. 87–91.

- Antirassistische Ansätze in (sozial-)pädagogischen Arbeitsfeldern: Fallstricke, Möglichkeiten und Herausforderungen. In: Stender, Wolfgang/Rohde, Georg & Weber, Thomas (Hg.) (2003). Interkulturelle und antirassistische Bildungsarbeit. Projekterfahrungen und theoretische Beiträge. Frankfurt a. M.: Brandes & Apsel.

- Neues und Altbewährtes in der Praxis von Schülerbegegnungsprojekten: Drittort-Projekt, Metakommunikation und interkulturelles Lernen. Gemeinsam mit Anne Winkelmann. In: Fremdsprache Deutsch. Zeitschrift für die Praxis des Deutschunterrichts. Heft 29. Stuttgart: Klett-Verlag. S. 13–20. Erscheint demnächst in der Zeitschrift Deutsch Lernen (2003).

- Generation und Geschlecht in interkulturellen Ansätzen. Gemeinsam mit Helma Lutz. In: Neue Praxis - Zeitschrift für Sozialarbeit, Sozialpädagogik und Sozialpolitik. 33. Jg., Heft 2. S. 199–208.

- Auf dem Weg zu einer nicht-kulturalisierenden Interkulturellen Pädagogik. Text zur Übersetzung für einen griechischsprachigen Sammelband zur Einführung in die Interkulturelle Pädagogik für Erzieher/innen. Hrsg. von Christos Govaris. Text in seiner Endfassung angenommen. Erscheint voraussichtlich Mitte 2005.

- Einleitung. Schule in der pluriformen Einwanderungsgesellschaft. Gemeinsam mit Keber, Anne. In: Leiprecht, Rudolf/Kerber, Anne (Hg.) (2005). Schule in der Einwanderungsgesellschaft. Ein Handbuch. Schwalbach i.T.: Wochenschau. S. 7–23.

- Zum Umgang mit Rassismen in Schule und Unterricht: Begriffe und Ansatzpunkte. In: Leiprecht, Rudolf/Kerber, Anne (Hg.) (2005). Schule in der Einwanderungsgesellschaft. Ein Handbuch. Schwalbach i.T.: Wochenschau. S. 317–345.

- Intersektionalität im Klassenzimmer: Ethnizität, Klasse und Geschlecht. Gemeinsam mit Lutz, Helma. In: Leiprecht, Rudolf/Kerber, Anne (Hg.) (2005). Schule in der Einwanderungsgesellschaft. Ein Handbuch. Schwalbach i.T.: Wochenschau. S. 218–234.

- Polarisierungen und Populismen in den Niederlanden. In: Migration und Soziale Arbeit (früher: IZA). Hrsg. vom Institut für Sozialarbeit und Sozialpädagogik e.V. 27. Jg. Heft 2, Juni 2005. Weinheim: Juventa.

- Rassismus in den Medien als Herausforderung für die politische Bildung. Beispiele aus Deutschland und den Niederlanden. Autor. In: Butterwegge, Christoph/Hentges, Gudrun (Hg.) (2006). Massenmedien, Migration und Integration. Herausforderungen für Journalismus und politische Bildung. Wiesbaden: VS. S. 239–256.

- Vorwort zur überarbeiteten Neuauflage. Autor. In: Leiprecht, Rudolf (2006II). Herausgeber gemeinsam mit Gabriele Wiemeyer, Christine Riegel und Josef Held der völlig überarbeiteten Neuauflage des Titels: ‘International Lernen - Lokal Handeln’. Interkulturelle Praxis ‘vor Ort’ und Weiterbildung im internationalen Austausch. Ergebnisse und Erfahrungen aus Deutschland, Griechenland, Kroatien, Lettland, den Niederlanden und der Schweiz. Frankfurt a. M.: IKO. S. 9–10.

- Förderung interkultureller und antirassistischer Kompetenz. Autor. In: Leiprecht, Rudolf (2006II). Herausgeber gemeinsam mit Gabriele Wiemeyer, Christine Riegel und Josef Held der völlig überarbeiteten Neuauflage des Titels: ‘International Lernen - Lokal Handeln’. Interkulturelle Praxis ‘vor Ort’ und Weiterbildung im internationalen Austausch. Ergebnisse und Erfahrungen aus Deutschland, Griechenland, Kroatien, Lettland, den Niederlanden und der Schweiz. Frankfurt a. M.: IKO. S. 17–52.

- Rassismusprävention und interkulturelles Lernen – von Anfang an?. Gemeinsam mit Annika Sulzer. In: Brokmann-Nooren Christiane/Gereke, Iris/Kiper, Hanna/Renneberg, Wilm (Hg.) (2007). Bildung und Lernen der Drei- bis Achtjährigen. Bad Heilbrunn: Julius Klinkhardt. S. 224–251.

- Transkulturalität und Transnationalität als Herausforderung für die Gestaltung Sozialer Arbeit und sozialer Dienste vor Ort. Gemeinsam mit Dita Vogel. In: Günther Homfeldt, Hans/ Schröer, Wolfgang/Schweppe, Cornelia (Hg.) (2008). Soziale Arbeit und Transnationalität. Herausforderungen eines spannungsreichen Bezugs. Weinheim/München: Juventa. S. 25–44

- Von Gender Mainstreaming und Interkultureller Öffnung zu Managing Diversity – Auf dem Weg zu einem gerechten Umgang mit sozialer Heterogenität als Normalfall in der Schule. In: Seemann, Malwine (Hg.) (2008). Ethnische Diversitäten Gender und Schule. Geschlechterverhältnisse in Theorie und schulischer Praxis. Beiträge zur Geschlechterforschung. Oldenburg: Bis-Verlag.

- Kulturalisierungen vermeiden – Zum Kulturbegriff Interkultureller Pädagogik. Autor. In: Rosen, Lisa/Farrokhzad, Schahrzad (Hg.) (2008): Macht - Kultur - Bildung. Festschrift für Georg Auernheimer. Münster: Waxmann. S. 129–146.

- Eine diversitätsbewusste und subjektorientierte Sozialpädagogik: Begriffe und Konzepte einer sich wandelnden Disziplin. Autor. In: Neue Praxis. Zeitschrift für Sozialarbeit und Sozialpädagogik. 38. Jg., 2008. S. 427–439.

- Rassismuskritik (Einleitung). Mitautor, gemeinsam mit Scharathow, Wiebke und Melter, Claus und Mecheril, Paul. In: Rassismuskritik. Band I: Rassismustheorie und Rassismusforschung. Herausgegeben von Melter, Claus/Mecheril, Paul (2009). Schwalbach/Ts.: Wochenschauverlag. S. 10–12.

- Rassismus - Sexismus - Intersektionalität. Mitautor, gemeinsam mit Lutz, Helma. In: Rassismuskritik. Band I: Rassismustheorie und Rassismusforschung. Herausgegeben von Melter, Claus/Mecheril, Paul (2009). Schwalbach/Ts.: Wochenschauverlag. S. 179–198.

- Pluralismus unausweichlich? Zur Verbindung von Interkulturalität und Rassismuskritik in der Jugendarbeit. Autor. In: Rassismuskritik. Band 2: Rassismuskritische Bildungsarbeit. Mitherausgeber, gemeinsam mit Scharathow, Wiebke (2009). Schwalbach/Ts.: Wochenschauverlag. S. 244–265.

- Diversitätsbewusste Sozialpädagogik. Ein Beitrag zur Politischen Bildung. In: Unsere Wirklichkeit ist anders. Migration und Alltag. Perspektiven politischer Bildung. Herausgegeben von Lange, Dirk und Polat, Ayça (2009). Bonn: Bundeszentrale für politische Bildung. S. 211–223.

- Diversity Education - ein zentraler Baustein von Managing Diversity im Bildungsbereich. Autor. In: Kimmelmann, Nicole (Hg.) (2009). Berufliche Bildung in der Einwanderungsgesellschaft. Diversity als Herausforderung für Organisationen, Lehrkräfte und Ausbildende. Reihe: Texte zur Wirtschaftspädagogik und Personalentwicklung. Aachen: Shaker Verlag. S. 66–77.

- Diversity Education und Interkulturalität in der Sozialen Arbeit. Autor. In: Sozial Extra. 32. Jg., 12/2009. S. 15–19.

- Deutsch und schwarz - das geht doch nicht! Rassismus und Antisemitismus bei Kindern und Jugendlichen. Autor. In: Schüler Wissen für Lehrer - 2009 Migration. Buxtehude: Persen Verlag. S. 10–13.

- Reflexionsgrundlagen für eine diversitätsbewusste Soziale Arbeit: Problematische Denk- und Handlungsfiguren zu Generationen- und Geschlechterverhältnissen im Kontext von Migration und deren Überwindung. Mitautor, gemeinsam mit Lutz, Helma. In: Migration, Flucht und Exil im Spiegel der Sozialen Arbeit. Herausgegeben von Gisela Hauss und Susanne Maurer (2010). Bern/Stuttgart/Wien: Haupt Verlag. S. 249–268.